# Mychajlo Koltun

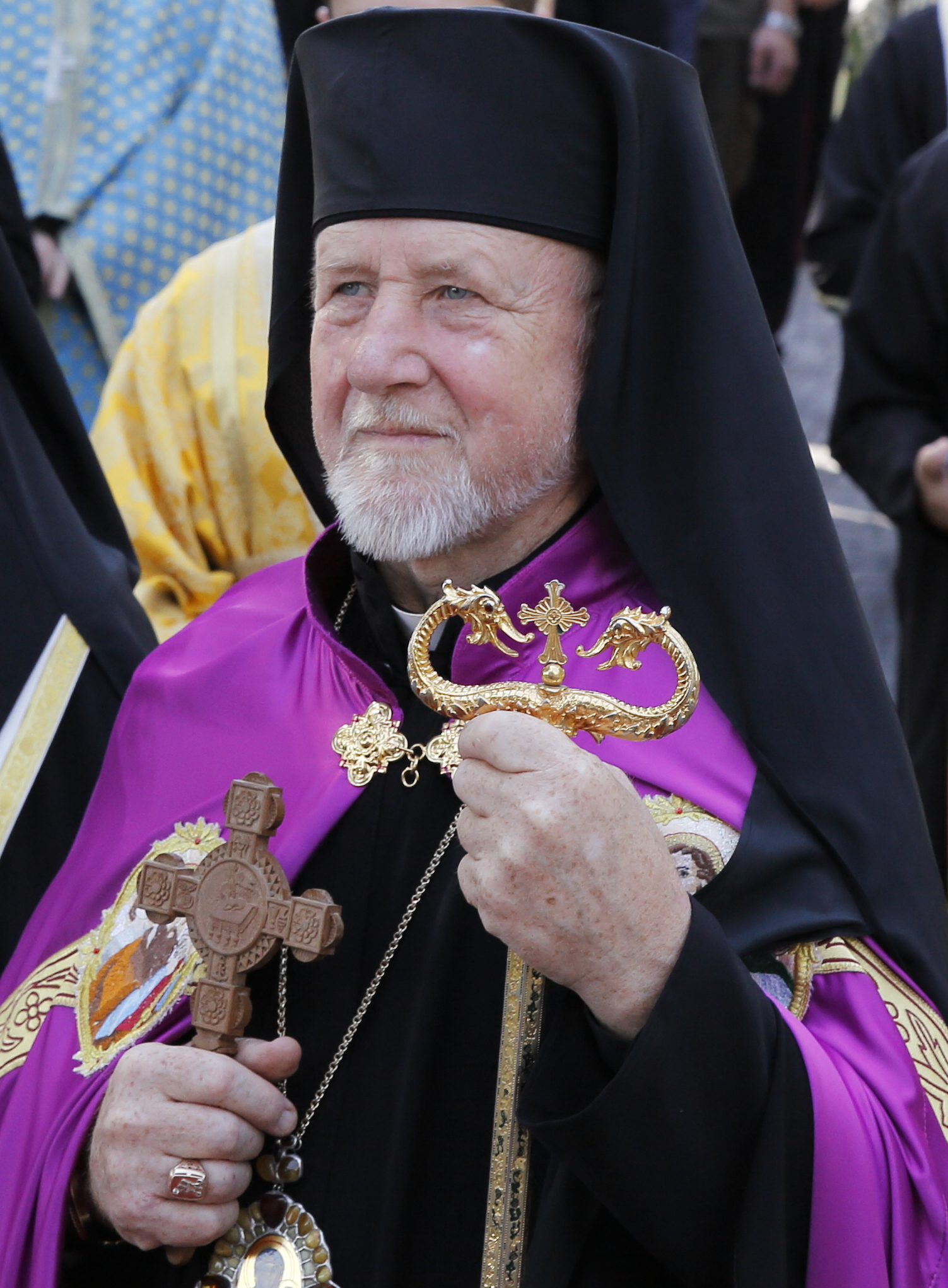
Mychajlo Koltun

Mychajlo Pawlowytsch Koltun CSsR (ukrainisch Михайло Павлович Колтун; * 29. März 1949 in Nakonechne) ist ein ukrainischer Ordensgeistlicher und emeritierter ukrainisch-griechisch-katholischen Kirche Bischof von Sokal-Schowkwa.

## Leben
Mychajlo Koltun trat der Ordensgemeinschaft der Redemptoristen bei und legte 1975 die erste Profess ab. Am 8. November 1981 legte er die ewige Profess ab und empfing am 21. desselben Monats die Diakonenweihe. Der Bischof von Przemyśl, Wolodymyr Sternjuk CSsR, spendete ihm am 13. Dezember 1981 das Sakrament der Priesterweihe.
Papst Johannes Paul II. ernannte ihn am 20. April 1993 zum Bischof von Sboriw. Der Erzbischof von Lemberg, Myroslaw Iwan Kardinal Ljubatschiwskyj, spendete ihm am 19. September desselben Jahres die Bischofsweihe; Mitkonsekratoren waren Erzbischof Wolodymyr Sternjuk CSsR, Weihbischof in Lwiw, und Sofron Dmyterko OSBM, Bischof von Iwano-Frankiwsk.
Am 13. November 1996 wurde er zum Erzbischöflichen Exarchen von Kiew-Wyschhorod und Titularbischof von Casae in Pamphylia. ernannt. Am 21. Juli 2000 wurde er zum Bischof von Sokal ernannt.
Mychajlo Koltun war seit dem 3. Oktober 2006 Militärbischof und leitete in der Patriarchalkurie des Großerzbistum Kiew-Halytsch die Abteilung für Militär- und Gefängnisseelsorge. In Anerkennung seiner Tätigkeit als Militärbischof und in Verbindung mit seinem 60. Geburtstag wurde er am 23. März 2009 durch den stellvertretenden Verteidigungsminister Volodymyr Dibrova mit der Medaille „Für die Förderung des Militärs der Ukraine“ ausgezeichnet.
Am 17. Oktober 2024 nahm die Synode der ukrainisch-griechisch-katholischen Kirche seinen altersbedingten Rücktritt an.